# Olga Jegunova

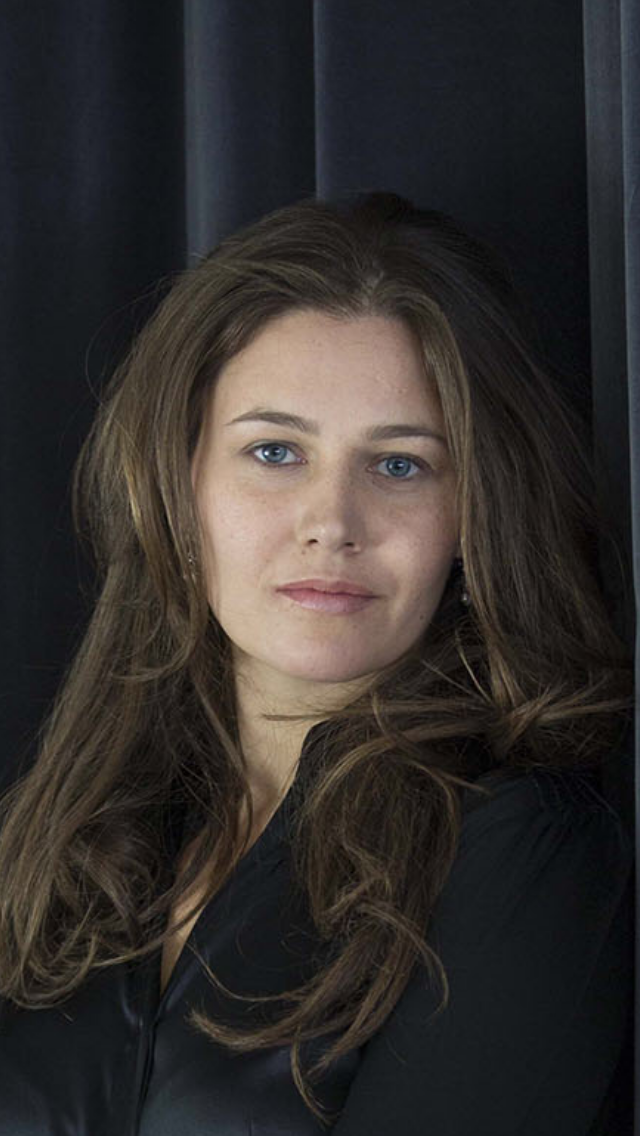
Olga Jegunova (2014)

Olga Jegunova (* 25. Mai 1984 in Šiauliai, Litauische Sozialistische Sowjetrepublik) ist eine lettische klassische Konzertpianistin. Sie lebt heute in London.

## Laufbahn
Nach dem Musikstudium an der Lettischen Musikakademie Jāzeps Vītols mit einem Abschluss als Bachelor erhielt sie ihren Master an der Hochschule für Musik und Theater Hamburg. Es folgte ein Studium am Royal College of Music in London (Künstlerdiplomkurs als RCM-Stipendiatin unter Dmitri Alexejew) und anschließend am Royal Northern College of Music in Manchester, wo Norma Fisher ihre Klavierlehrerin war. 2013 studierte sie an der Samling Academy in Großbritannien.
Jegunova nahm an zahlreichen Meisterkursen mit bedeutenden Pianisten wie András Schiff am jährlichen International Musicians Seminar in Prussia Cove, Ferenc Rados, Eliso Virsaladze, Mikhail Voskresensky, Benjamin Zander und Lazar Berman teil. Als Solistin arbeitete sie mit Dirigenten wie Saulius Sondeckis, Alexander Soddy, Andres Mustonen und Muhai Tang und trat mit Ensembles und Orchestern wie der von Musikern der Deutschen Kammerphilharmonie Bremen gegründeten Sinfonia Concertante, dem Litauischen Kammerorchester, dem Zürcher Kammerorchester, dem Pasdeloup Orchestra und der Manchester Camerata auf.
2013 gab Jegunova ein Konzert beim Edinburgh International Festival, das hohes Lob bekam, spielte im gleichen Jahr in der Konzertaufführung „Noureev & Friends“ im Palais des congrès de Paris und 2015 für das jährliche Burns Supper der lettischen EU-Präsidentschaft in Brüssel.
2014 spielte sie vor Prinzessin Beatrix von den Niederlanden, nahm 2015 am lettischen Day Celebration Concert in der Westminster Cathedral Hall in London in Anwesenheit des lettischen Botschafters Andris Teikmanis teil und wurde von der City Music Society of London mit dem Balanas Trio für die Teilnahme am Baltic Stars Ensemble, einem von der City Music Society organisierten Konzert in der Kirche St Lawrence Jewry, ausgewählt.
Am 2. Dezember 2015 startete Jegunova eine Wohltätigkeitsorganisation namens OlgaRhythm, die talentierte Musikschüler jeden Alters und jeder Fähigkeit unterstützen soll.

## Zusammenarbeit
Jegunova hat mit Alina García-Lapuerta gearbeitet und ließ zusammen mit der Sopranistin Kirstin Sharpin das von Maria de las Mercedes Santa Cruz y Montalvo komponierte und gesungene Air Espagnol wiederauferstehen. Sie hat auch mit der Geschichtenerzählerin Jan Blake an der Peter-und-Wolf-Performance für Kinder gearbeitet.
Jegunova wurde eingeladen, als Moderatorin beim Internationalen Tschaikowsky-Wettbewerb 2015 in Moskau zu arbeiten, wo sie den Violinisten und Juryangehörigen Vadim Repin sowie Maxim Vengerov befragte. Sie sendete Live-Interviews mit weiteren bekannten Musikern bei diesem Wettbewerb.
Seit 2009 arbeitet Jegunova als Performerin für Live Music Now, eine Wohltätigkeitsorganisation, die Live-Musik im Konzertsaal sowie in den Bereichen Wohlfahrt, Bildung, Justiz und Gesundheit anbietet. Sie unterrichtet Studenten der Queen Mary University of London.

## Auszeichnungen
Sie gewann den Concours Musical de France Ginette Gaubert in Paris und 2008 den Steinway-Förderpreis Klassik in Hamburg. 2016 wurde sie von Steinway & Sons als Steinway Artist aufgenommen. Sie war Preisgewinnerin beim Concours International de Piano Maryse Cheilan in Frankreich, bei der International Stasys Vainiūnas Competition in Vilnius sowie beim Wettbewerb der Animato-Stiftung Zürich und war Halbfinalistin beim renommierten Concours Géza Anda in Zürich.